# Platydictya yuennanensis
Platydictya yuennanensis là một loài Rêu trong họ Amblystegiaceae. Loài này được (Broth.) Redf. & B.C. Tan miêu tả khoa học đầu tiên năm 1995.